# Степан
Степа́н — мужское русское личное имя греческого происхождения; восходит к др.-греч. Στέφανος (стефанос) — «венок, венец, корона, диадема». В древнегреческой мифологии венец или диадема — традиционный атрибут богини Геры (реже — других богинь).
Церковнославянская форма, принятая в православии — Стефа́н. Краткая форма имени — Стёпа; разговорная форма — Стенька; уменьшительные и ласкательные формы — Степаша, Степашка, Стёпик, Стёпушка, Степанчик, Стеша и другие.
Аналоги имени Степан получили широкое распространение во многих европейских языках в формах Стефан, Штефан, Этьен, Эстебан, Иштван, Стивен и других.

## Происхождение имени
В христианском именослове имя Стефан соотносится со многими святыми, но прежде всего — со св. Стефаном Первомученником, апостолом от семидесяти, которого чтут как первого христианина, принявшего мученическую смерть за открытое исповедание веры в Христа (сведения о нём содержатся в Деяниях святых апостолов). Помимо него, из раннехристианских святых почитается папа римский Стефан I (III век), священномученик, пострадавший при императоре Валериане; и другие. Имя было широко распространено в Византии и сопредельных государствах (например, в Сербии) в эпоху раннего Средневековья, о чём косвенно свидетельствует большое число канонизированных святых с именем Стефан этого периода.

## Частотность имени
Имя Степан, несмотря на иноязычное происхождение, по обыкновению относят к традиционным, «исконным» русским именам. Причина этого кроется в том, что оно издавна и прочно вошло в ткань русского языка. Ранние древнерусские источники XII—XIV веков уже фиксируют имя, заимствованное из греческого, в его обрусевшей форме (Стефан → Степан); наличие в святцах большого числа святых с этим именем (и, соответственно, множества дней, в которые можно было бы крестить этим именем) способствовали его широкому распространению. Особенностью функционирования имени стала его простонародность: его не слишком «жаловали» в правящих сословиях средневековой Руси, и в дальнейшем в исторической перспективе социальная ниша имени в целом не менялась.
О большой востребованности имени в прошлом свидетельствуют многочисленные русские фамилии, образованные от различных форм имени: Степанов, Степанцов, Степашин (← Степаша), Стешин (← Стеша) и другие; причём фамилия Степанов относится к числу наиболее распространённых русских фамилий (40-е место).
Л. М. Щетинин, прослеживая частотность 7 самых популярных мужских имён (из числа традиционных) на протяжении нескольких столетий (XVII—XX), отмечал, что в XVII—XIX веках имя Степан имело стабильно высокие показатели частотности (в XVII веке — 28 ‰, в XVIII — 34 ‰, в XIX — 33 ‰). Но в начале XX века началось существенное падение популярности (8 ‰ за период до 1917 года), продолжавшееся на протяжении всего столетия (1920-е — 4 ‰, 1960-е — 2 ‰).
В первые послереволюционные годы (до середины 1930-х) на волне массового увлечения всем новым практиковался отказ от прежних имён в пользу новых (один из лозунгов того времени — «Новые имена для новой жизни»). Некоторые традиционно популярные, «народные» русские имена в массовом сознании оказались в определённом смысле скомпрометированными: они ассоциировались с прежними, дореволюционными порядками, воспринимались как «мещанские», «пошлые», «косные». Среди наиболее частых имён-«отказников» фиксировалось и имя Степан, наряду с мужскими Иван, Кузьма, Никита, Афанасий и женскими Матрёна, Фёкла, Евдокия, Акулина. Менявшие имя мужчины чаще всего выбирали себе «новые» имена Владимир, Николай, Александр, Анатолий, Леонид, в то время либо находившиеся на пике популярности (Николай, Владимир, Александр), либо её только набиравшие. За массовым отказом от имени среди взрослого населения следовало дальнейшее снижение его частотности среди новорождённых.
Согласно данным, собранным В. А. Никоновым по ряду регионов центральной России, в 1961 году встречались лишь единичные случаи наречения именем Степан. Статистика, собранная А. В. Суперанской и А. В. Сусловой за несколько десятилетий по Ленинграду, также показывает, что имя имело в XX веке преимущественно затухающую динамику. Если у ленинградцев, родившихся в 1930-е годы, частотность имени составляла 4 ‰, а у родившихся в 1950-е — 2 ‰, то среди новорождённых 1960-х — начала 1970-х годов имя не встречалось ни разу. Но тем не менее на конец 1980-х использование имени восстановилось, а частотность составляла 3 ‰; возвращение к нему показало, что в обществе наметились позитивные перемены в восприятии имени. Суперанская и Суслова относили имя Степан к категории имён, имеющих ограниченное распространение.
В 2009 году в Хабаровском крае имя оказалось на 21-м месте в списке популярных имён у новорождённых; его частотность при этом составила 16 ‰.

## Именины
Православные именины (даты даны по григорианскому календарю):
- 9 января, 17 января, 24 января, 27 января
- 7 февраля, 12 февраля, 21 февраля, 26 февраля
- 7 марта, 12 марта
- 5 апреля, 6 апреля, 8 апреля, 10 апреля
- 9 мая, 10 мая, 20 мая, 30 мая
- 6 июня, 20 июня, 25 июня
- 13 июля, 18 июля, 23 июля, 26 июля, 27 июля, 31 июля
- 1 августа, 13 августа, 15 августа, 25 августа, 29 августа
- 2 сентября, 9 сентября, 10 сентября, 12 сентября, 15 сентября, 17 сентября, 20 сентября, 26 сентября, 28 сентября
- 7 октября, 15 октября, 17 октября, 22 октября, 23 октября
- 10 ноября, 12 ноября, 13 ноября, 17 ноября, 24 ноября, 25 ноября
- 11 декабря, 15 декабря, 22 декабря, 23 декабря, 28 декабря, 30 декабря

Католические именины:
- 14 января, 2 февраля, 31 марта, 16 июля, 2 августа, 16 августа, 6 сентября, 28 ноября, 26 декабря[11].